# Poliez-Pittet
Poliez-Pittet – miejscowość i gmina (commune) w zachodniej Szwajcarii, w kantonie Vaud, w okręgu (district) Gros-de-Vaud.  

## Demografia
W Poliez-Pittet mieszkają 832 osoby. W 2021 roku 13,5% populacji gminy stanowiły osoby urodzone poza Szwajcarią.

## Transport
Przez teren gminy przebiega droga główna nr 150. 